# Licantropie

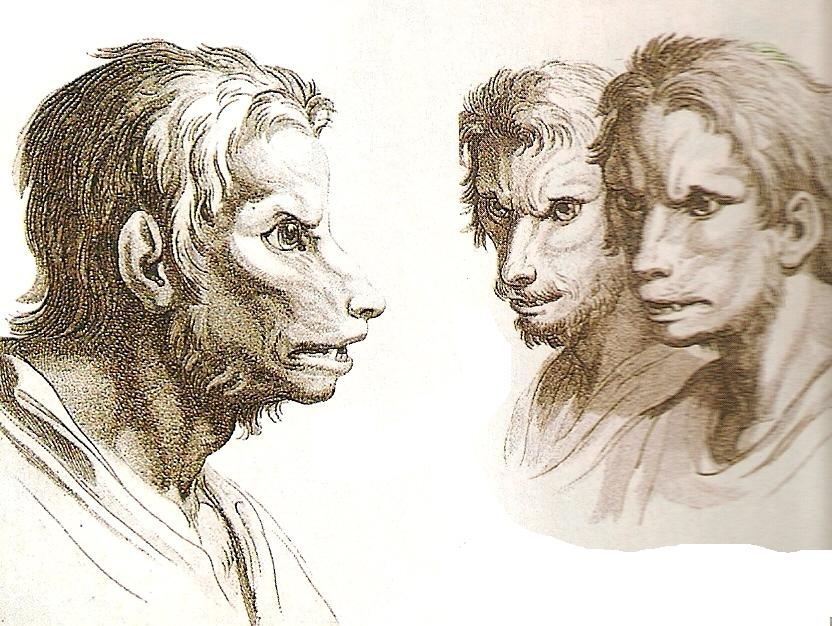
Gravură de Charles Le Brun (1619-1690)

Licantropia (din greacă λυκάνθρωπος, lykánthrōpos, «om-lup») este denumirea științifică dată capacității legendare a unor oameni de a se transforma în lupi (pricolici, vârcolaci).
Licantropia este o tradiție totemică, întâlnită pentru prima dată la unele populații primitive și intrată mai apoi în deprinderi și ritualuri simbolice din antichitate, în cadrul unor superstiții, de autodefinire a unor oameni ca având posibilitatea metamorfozării în lup.
Clerul creștin a preluat această legendă, considerând licantropia o pedeapsă divină. În viziunea lui Toma de Aquino nu numai Dumnezeu, ci și sfinții aveau puterea de a aplica această pedeapsă acelora care le stârneau mânia. “Omnes angeli, boni et Mali, ex virtute naturali habent potestatem transmundi corpora nostra” (Toți îngerii, buni sau răi, au puterea de a ne transforma trupurile) spunea Toma, bazându-se pe legenda conform căreia Sfântul Petru l-ar fi transformat în lup pe regele gal Vereticus. Mai târziu, credința spune că blestemul se răsfrângea chiar și asupra celor excomunicați de Biserica Catolică.

## Licantropia clinică
Din punct de vedere medical, licantropia se referă la boala psihică în timpul căreia subiectul are ideea delirantă de a se crede lup (monomanie, zoopatie); el se percepe ca atare și acționează în consecință. În fapt, această afecțiune (denumită licantropie clinică) este o halucinație, deoarece cel afectat nu prezintă nici o metamorfoză reală.